# شهریارک جزیره
شهریارک جزیره (نام علمی: Monarcha cinerascens) نام یک گونه از سرده شهریارک‌های اصلی است.